# Parque Natural Gómez Carreño
Parque Natural Gómez Carreño es una zona de bosque esclerófilo costero ubicado en el costado norte de la ciudad de Viña del Mar, región de Valparaíso, Chile. Cuenta con flora y fauna nativa con algunas especies en peligro de extinción. Aunque no es oficialmente un parque natural, cuenta con todas las características de un santuario de la naturaleza y humedal urbano.

## Parque Natural Gómez Carreño
El parque Natural Gómez Carreño no es un Parque, son terrenos privados que se han destinado como zona de expansión urbana, donde se proyectan edificios y carreteras. Es una extensión de 536 Hectáreas de bosque esclerófilo costero, que cuenta con el caudal del Estero de Reñaca. 
Colinda con la población de Gómez Carreño, Reñaca, Jardín del Mar, Glorias Navales y Reñaca Alto. Donde mediante la organización vecinal “Comité ecológico Parque Natural Gómez Carreño”  y hoy Corporación Viña Nativa han realizado los estudios que confirman que este espacio debe ser declarado Santuario de la Naturaleza, por ende protegido. Donde ha participado la Universidad de Valparaíso, Gobierno Regional, Consultora ECOHYD, Unión Comunal de juntas de vecinos de Gómez Carreño, Universidad de Playa Ancha, CODAR, FIPANCU y otras organizaciones. 

## Biodiversidad

### Fauna

#### Aves
Las aves que se pueden encontrar son de un gran porcentaje aves nativas: 

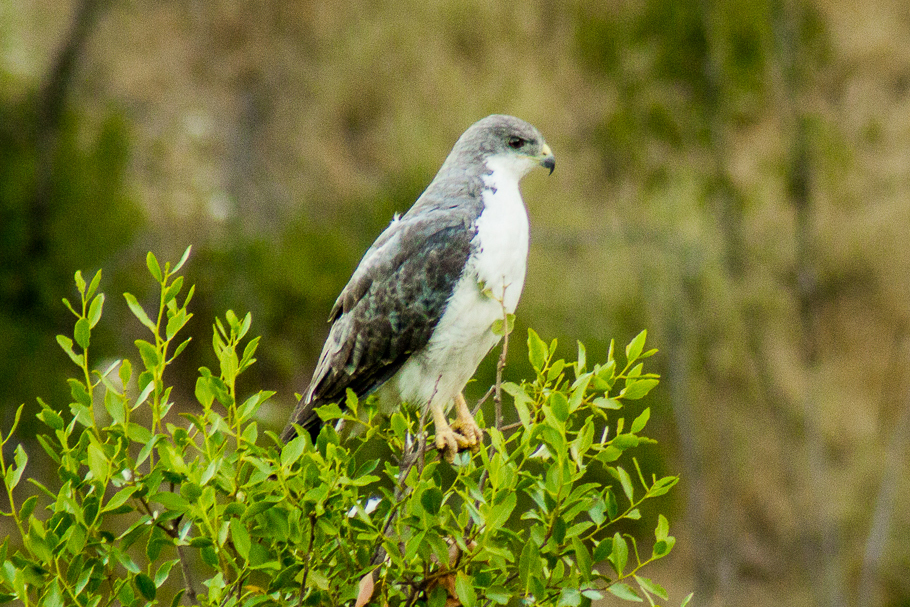
Aguilucho en el parque natural Gómez Carreño.

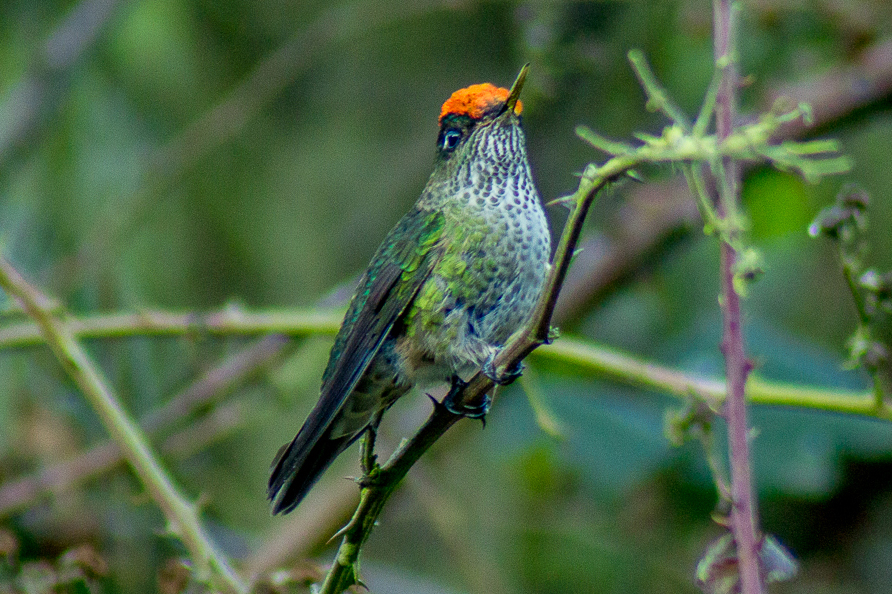
Picaflor en el parque natural Gómez Carreño

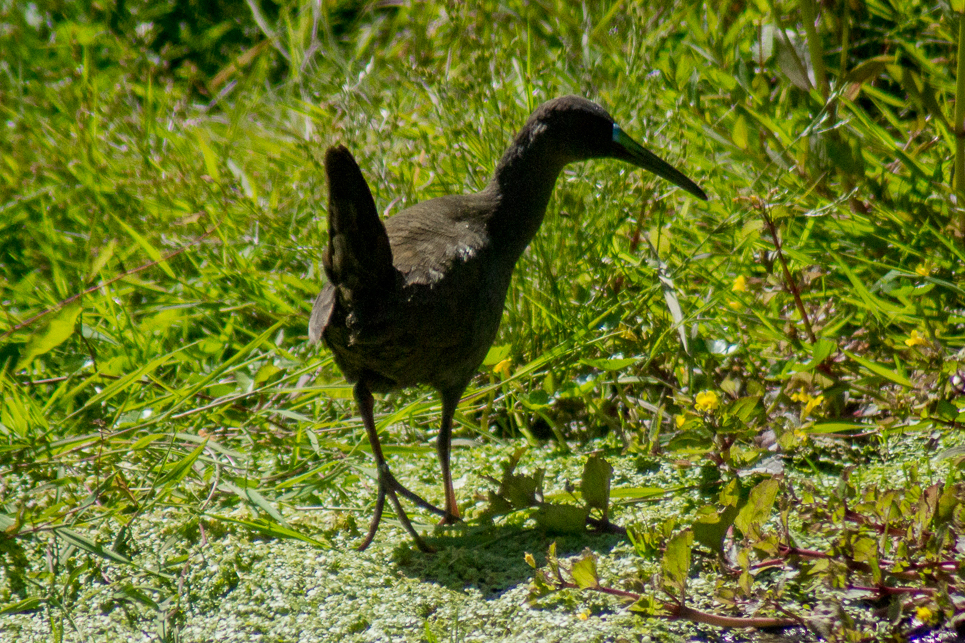
Pidén en el parque natural Gómez Carreño

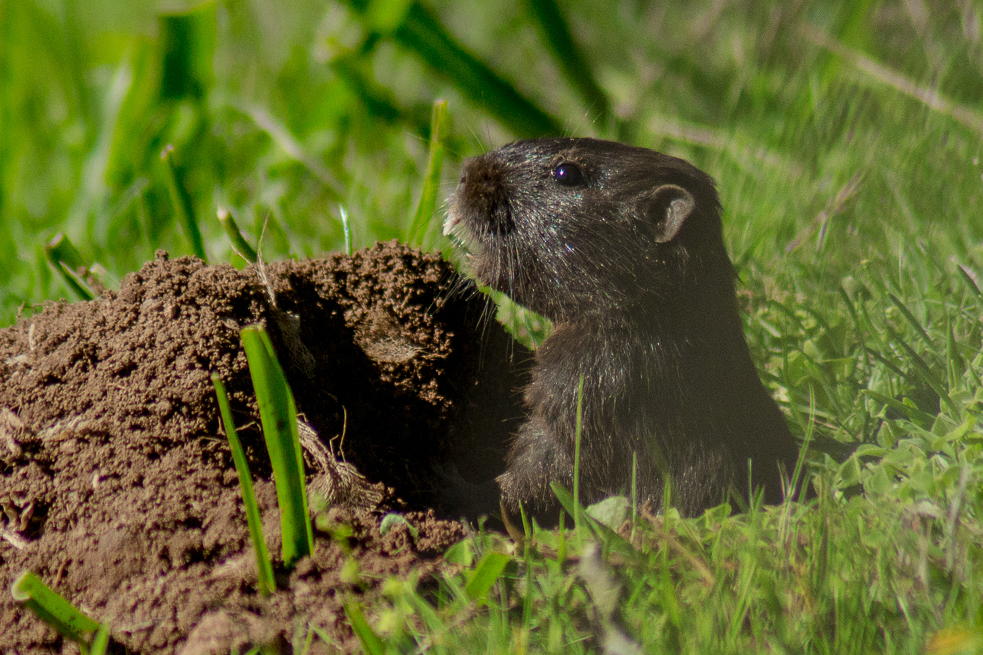
Cururo en el parque natural Gómez Carreño

- Huairavo
- Jote de cabeza colorada
- Jote de cabeza negra
- Aguilucho de cola rojiza
- Tiuque
- Codorniz
- Piden
- Queltehue
- Tórtola
- Tortolita Cuyana
- Lechuza
- Tucuquere
- Picaflor Gigante
- Picaflor
- Canastero
- Churrín del Norte
- Diucón
- Diuca
- Fíofio
- Cachudito
- Rara
- Golondrina Chilena
- Golondrina de dorso negro
- Chercán
- Zorzal
- Tenca
- Chirihue
- Chincol
- Turca
- Pitio
- Tordo
- Gorrión
- Loica
- Mirlo
- Gaviota Dominicana
- Bandurilla de los bosques
- Carpinterito
- Carpintero Negro
- Cometocino
- Jilguero
- Colegial
- Garza Blanca
- Cernícalo
- Concón

#### Mamíferos

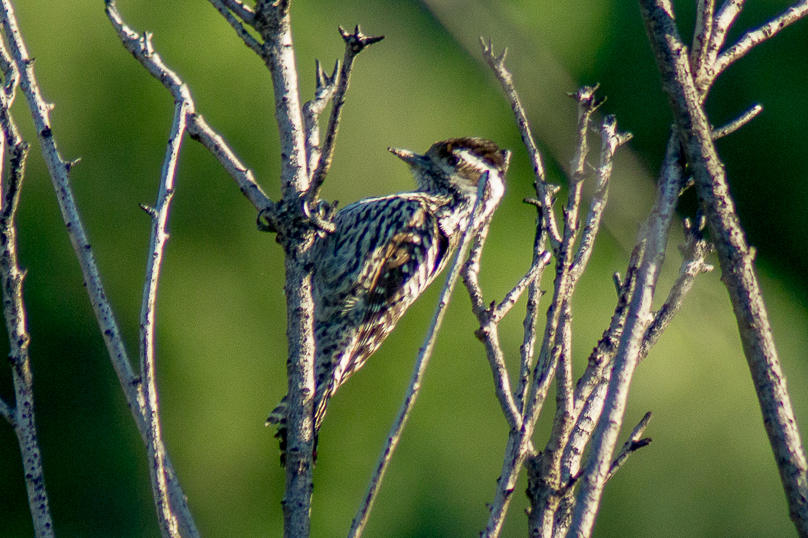
Carpinterito en el parque natural Gómez Carreño

Los mamíferos
- Quique
- Degú común
- Cururo
- Yaca
- Zorro Chilla
- Zorro Culpeo
- Ratón olivaceo

#### Reptiles
- Lagarto Llorón o verde
- Lagartija Lemniscata
- Culebra de Cola Larga
- Culebra de cola corta

#### Anfibios

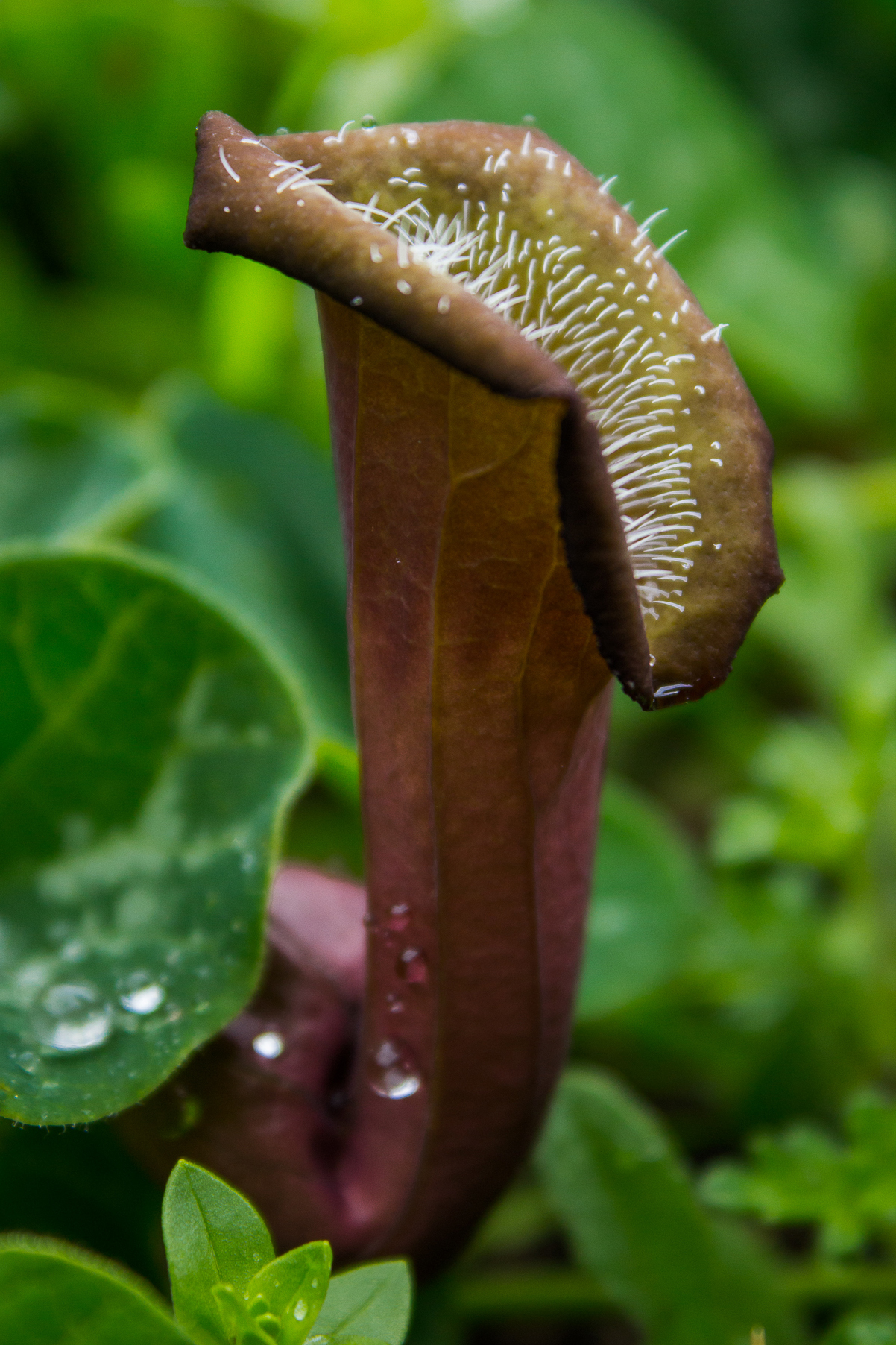
Oreja de Zorro en el parque natural Gómez Carreño

- Sapito de cuatro ojos
- Rana Chilena
- Sapito arriero

#### Insectos
- Madre de la culebra
- balita
- Lichnia limbata
- Abejorro europeo
- Battus
- Vanessa
- Cadeguala occidentalis

#### Peces
- Gambusia

### Flora

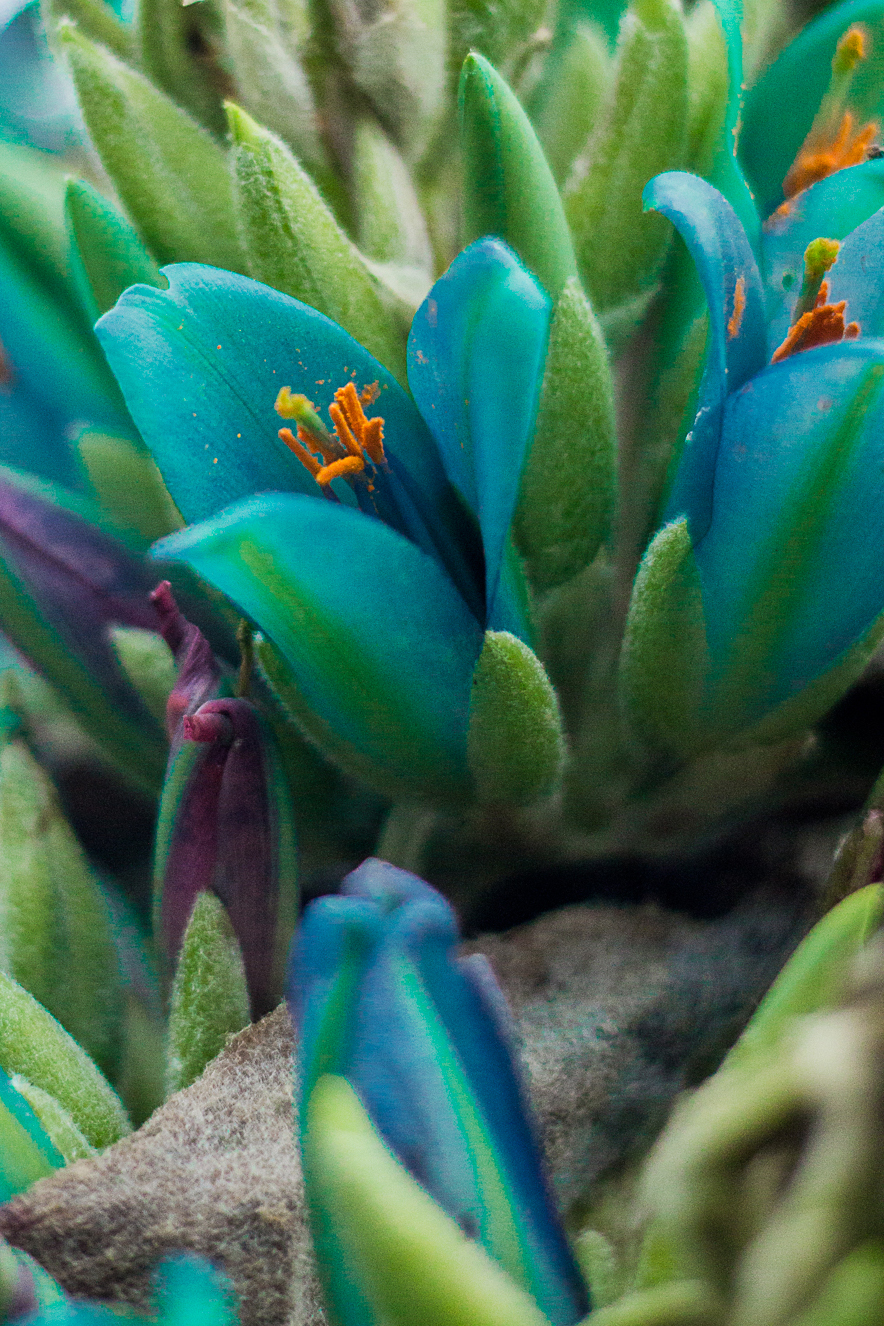
Chagual Azul en el parque natural Gómez Carreño

La flora es uno de los indicadores más importantes de la Cuenca del Estero de Reñaca, en el Parque Natural el nivel de endemismo ha sobrepasado el 50 % según investigaciones del botánico Patricio Novoa. Destaca el hallazgo de una población de Bellotos del Norte (Bielshmiedia mierssi) en una zona de bosque relicto con regeneración natural, este árbol endémico de Chile tiene la categoría de monumento natural y se encuentra protegido por ley.
- Azulillo (Pasithea coerulea)
- Flor de la culebra
- Falso té
- Mariposa del campo
- Huasita
- Tahay
- Topatopa (Calceolaria spp.)
- Salvia macho
- Huilli
- Palito amargo
- Flor del gallo
- Cardo mariano
- Mitrum
- Tupa
- Chilco Enano
- Ortiga caballuna (Loasa tricolor)
- Jerguilla
- Pimpinela azul
- Dedal de oro
- Soldadillo
- Chagual (Puya spp.)
- Mitique
- Quebracho
- Espino (Acacia caven)
- Boldo (Peumus boldus)
- Colliguay (Colliguaja odorifera)
- Tevo (Trevoa trinervis)
- Quillay (Quillaja saponaria)
- Litre (Lithraea caustica)
- Peumo (Cryptocarya alba)
- Canelo (Drimys winteri)
- Quilo
- Aromo Australiano
- Chocho
- Eucalipto Blanco
- Culen (Otholobium glandulosum)
- Corontillo (Escallonia pulverulenta)
- Galega
- Palo de Yegua
- Barbón
- Belloto del Norte (Beilshmiedia miersii)
- Arrayan Rojo
- Doradilla
- Bollén (Kageneckia oblonga)
- Huañil
- Violeta Arbustiva
- Yerba Blanca

## Lugares

### Poza de la Virgen
La poza de la Virgen es un sector del caudal del estero de Reñaca, se dice que el nombre proviene de niños que durante la década de 1960 estaban explorando y llegaron a la particular poza escondida entre las laderas rocosas que según ellos era casi tan lejano como ir a la Virgen de lo Vásquez. Es el corazón del parque y el lugar más icónico durante décadas que sigue en el imaginario colectivo de muchos vecinos. 

### Poza del Muro
La poza del Muro es un sector del caudal del estero de Reñaca, característico por tener restos de un muro de contención de Arena que se deterioró y derrumbó con el tiempo por causas naturales.

### Mirador Gabriela Martínez

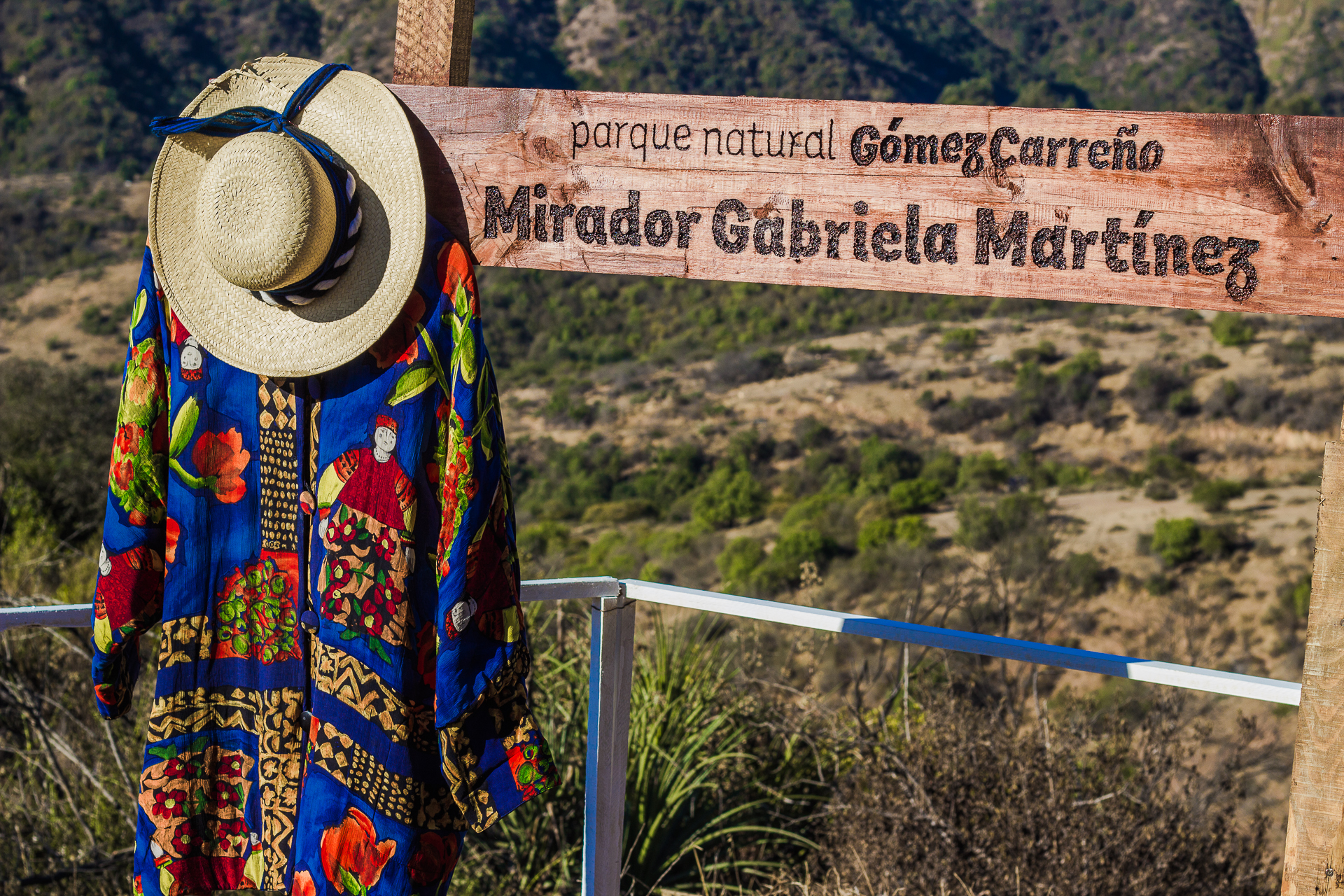
Mirador Gabriela Martínez

Mirador ubicado en la entrada del Parque por 3.er Sector de Gómez Carreño, en población Jardines de Santa Julia. Lleva el Nombre de Gabriela Martínez, quien fue miembro fundador del Comité ecológico parque natural Gómez Carreño y una de las primeras habitantes de la Población de Gómez Carreño en la década de 1960.
Se inauguró el día 20 de abril del año 2014.
- Datos: Q16616256
- Multimedia: Parque Natural Gómez Carreño / Q16616256